# The Inevitable End
The Inevitable End (Nieunikniony koniec) – piąty studyjny album norweskiego Duetu Röyksopp, wydany w dniu 7 listopada 2014 przez Dog Triumph Limited na płycie kompaktowej, płycie winylowej, oraz z możliwością pobrania wersji cyfrowej.
Nawiązując do tytułu płyty, zespół ogłosił, iż jest to jego ostatni album wydany w tradycyjnej formie, zapewniając równocześnie, że nie przestanie tworzyć muzyki. Torbjørn Brundtland określił, iż „The Inevitable End” wprowadza słuchacza w ciemniejszą tematykę, z naciskiem na treści liryczne.
W 2014 płyta nominowana została do nagrody Spellemannprisen w kategorii „Grupa pop”, natomiast rok później utwór zatytułowany „Skulls”, rozpoczynający album, został nominowany do tej nagrody w kategorii „Teledysk roku”.
W tworzenie „The Inevitable End” gościnnie zaangażowani byli: Robyn Miriam Carlsson, Jamie Irrepressible, Ryan James, Susanne Sundfør, Kato Adland oraz Davide Rossi.

## Lista utworów
Płyta nr 1:
1. „Skulls” – 3:46
2. „Monument” (T.I.E. Version) – 4:47
3. „Sordid Affair” – 6:20
4. „You Know I Have To Go” – 7:35
5. „Save Me” – 4:36
6. „I Had This Thing” – 5:48
7. „Rong” – 2:32
8. „Here She Comes Again” – 5:02
9. „Running To The Sea” – 4:56
10. „Compulsion” – 6:59
11. „Coup De Grace” – 3:19
12. „Thank You” – 6:36

Płyta nr 2:
1. „Do It Again” (RYXP Version) – 7:03
2. „Goodnite Mr. Sweetheart” – 5:02
3. „Caramel Afternoon” – 2:20
4. „Oh No” – 1:42
5. „Something In My Heart” – 5:29[2][7]